# Edomoji
Edomoji (江戸文字 : えどもじ) são estilos tipográficos e caligráficos japoneses, que foram inventados para publicidade durante o Período Edo. Os estilos principais de Edomoji incluem Kanteiryū, Yosemoji, Kagomoji, Higemoji, Chōchinmoji e Kakuji .

## Estilos

### Kanteiryū: 勘亭流(かんていりゅう)
Este estilo é usado para publicidade e para programas de espetáculos artísticos tais como os de kabuki e rakugo. Inventado por Okazakiya Kanroku (岡崎屋 勘六), seu nome deriva do apelido de Okazaki, kantei (勘亭).

### Yosemoji: 寄席文字 (よせもじ)
O nome yosemoji literalmente significa "caracteres para yose (um dos tipos de teatro japonês)". Uma combinação de kanteiryū e chōchinmoji, era usada para pôsteres e folhetos.

### Kagomoji: 籠文字 (かごもじ)
Este nome literalmente significa  "caracteres engaiolados". Os traços são grossos e tendem ao formato quadrado.

### Higemoji: 髭文字 (ひげもじ)
Estes caracteres possuem pequenos "bigodes", efeito conseguido puxando de forma especial o pincel de tinta. Usado para letreiros kakigōri e ramune assim como para rótulos de garrafas de saquê.

### Sumōmoji:  相撲文字 (すもうもじ)
Estilo usado para anúncios e programas de lutas de sumô.

### Chōchinmoji:  提灯文字 (ちょちんもじ)
Estes são os caracteres utilizados para os chōchin (lanternas de papel), tais como as comumente vistas nas barracas de yakitori no Japão.

### Kakuji: 角字 (かくじ)
Este estilo, extremamente pesado e retangular, é utilizado para a confecção de sinetes.